# الفار (همدان)

تعديل مصدري - تعديل

الفار هي إحدى قرى عزلة ربع همدان بمديرية همدان التابعة لمحافظة صنعاء، بلغ تعداد سكانها 361 نسمة حسب تعداد اليمن لعام 2004.